# Côte d’Opale

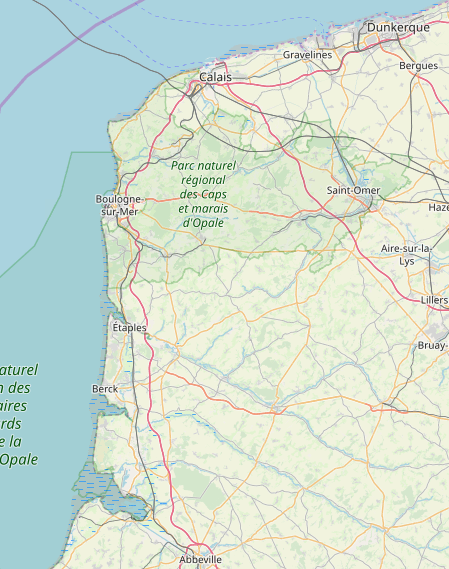
Karte der Opalküste

Die Côte d’Opale (Opalküste) ist der französische Küstenstreifen des Ärmelkanals von Dunkerque im Norden bis zur Mündung der Somme im Süden. Edouard Lévêque, ein Industrieller aus Amiens zur Zeit der Belle Époque, der auch Maler und Dichter war, verliebte sich in Touquet-Paris-Plage und seine Küste. In einem kleinen Artikel, der im Februar 1911 in der Zeitung Paris-Plage erschien, schlug er vor, die Küste „Côte d'Opale“ (Opalküste) zu nennen, als Hommage an ihre wechselnden Farben.
Sie ist geprägt durch einen Wechsel langgezogener Sandstrände mit den Mündungsbuchten mehrerer Flüsse und den Kliffs der Kreideküste. Vor allem im Süden schließen sich z. T. hohe Dünengürtel an. Die Küste liegt im Einflussbereich der Tide. Während das Meer bei Tidehochwasser bis an die Dünen brandet, bilden sich bei Niedrigwasser bis zu mehrere Hundert Meter breite Sandwatten aus. In den Flussmündungen von Somme, Authie und Canche werden bei Niedrigwasser große Salzwiesen freigelegt. An der Kreideküste tauchen die Schichten der Kreide aus dem Wasser auf. Dort wird der Strand auch von Feuersteinen gebildet, die aus den Kreideschichten herausgewittert wurden.
Die wichtigsten Landmarken im Bereich der Kreideküste sind das Kap Blanc-Nez südlich von Calais und das weiter südlich liegende Kap Gris-Nez.
Entlang der Opalküste befinden sich zahlreiche Seebäder, die sich zum Teil aus Fischerdörfern entwickelt haben, zum anderen neu geplant wurden, wie beispielsweise Stella Plage.
Die größten Küstenorte von Nord nach Süd sind:
- Dunkerque
- Gravelines
- Calais
- Boulogne-sur-Mer
- Le Touquet-Paris-Plage, auch Perle der Côte d’Opale genannt
- Berck
- Saint-Valery-sur-Somme an der Somme-Mündung

## Ökologie
Am Rande der Opalküste befinden sich mehrere Naturparks:
- Meeresnaturpark Estuaires Picards et Mer d’Opale
- Regionaler Naturpark Caps et Marais d’Opale im Norden
- Regionaler Naturpark Baie de Somme Picardie Maritime im Süden

Koordinaten: 50° 30′ 0″ N, 1° 35′ 0″ O

## Galerie

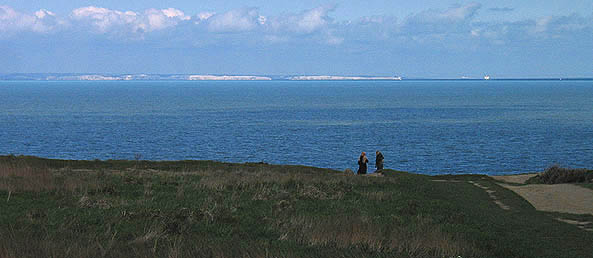
Die Küste bei Kap Gris-Nez,
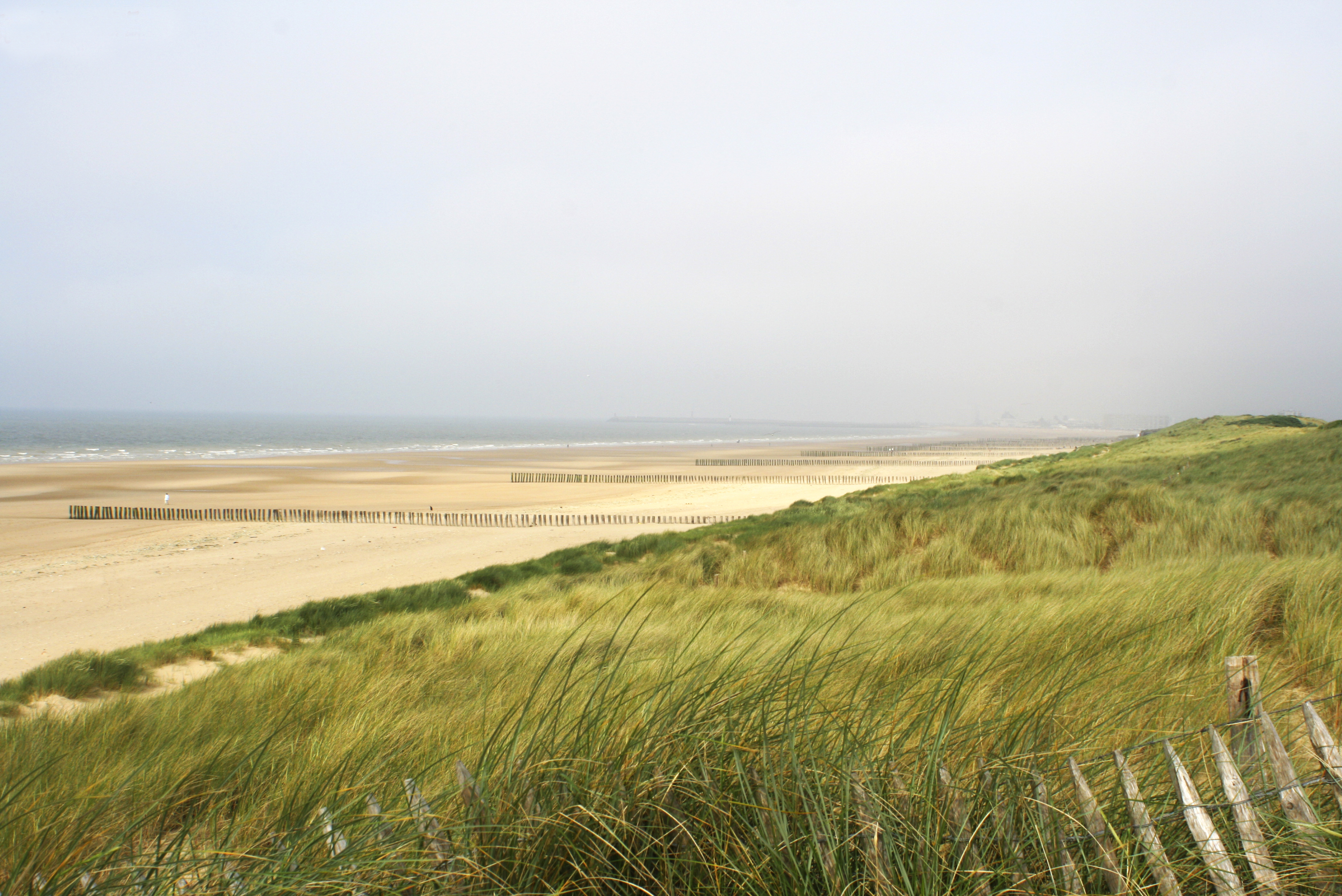
… bei Calais,
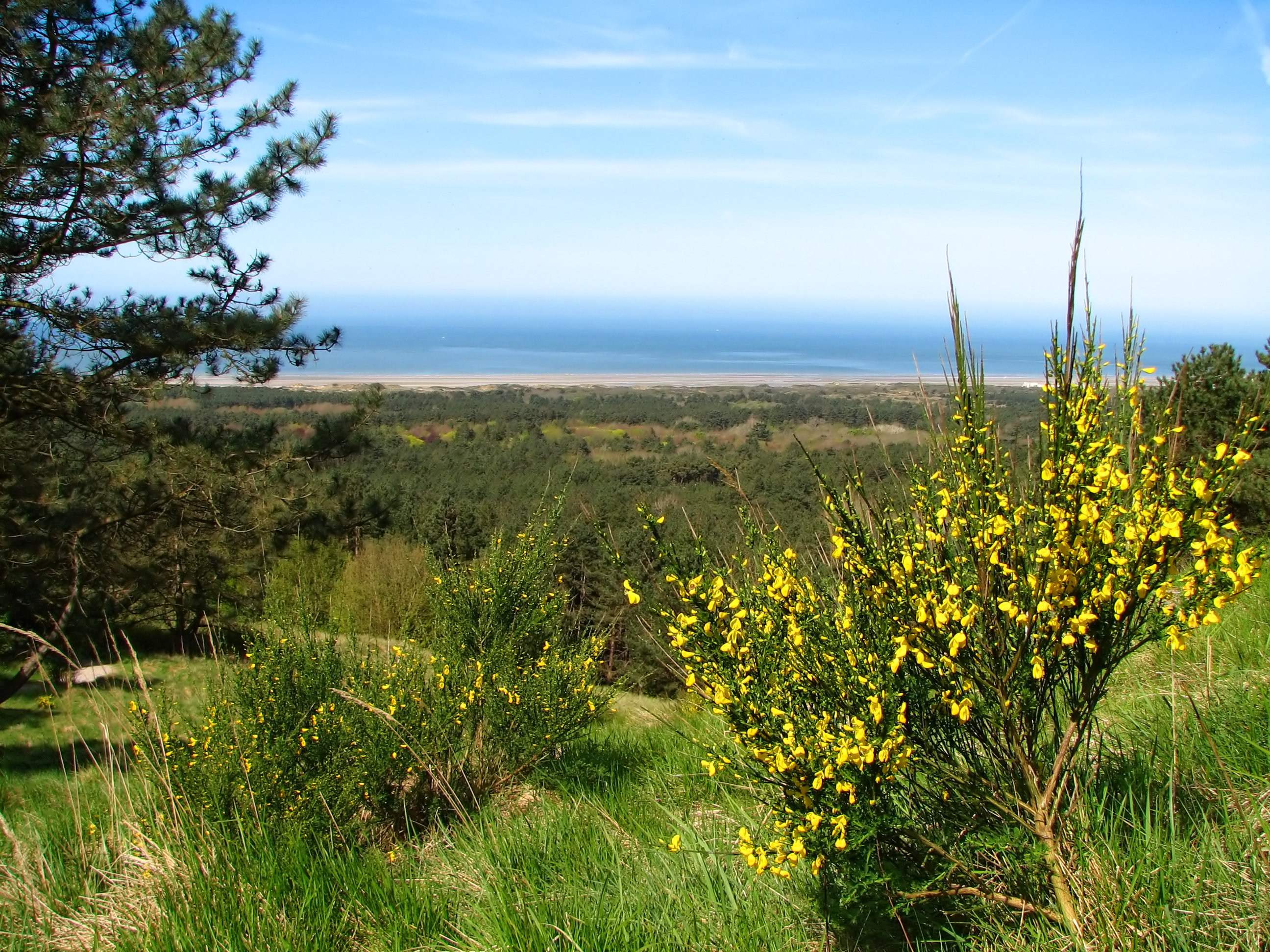
… Ausblick vom Mont St Frieux
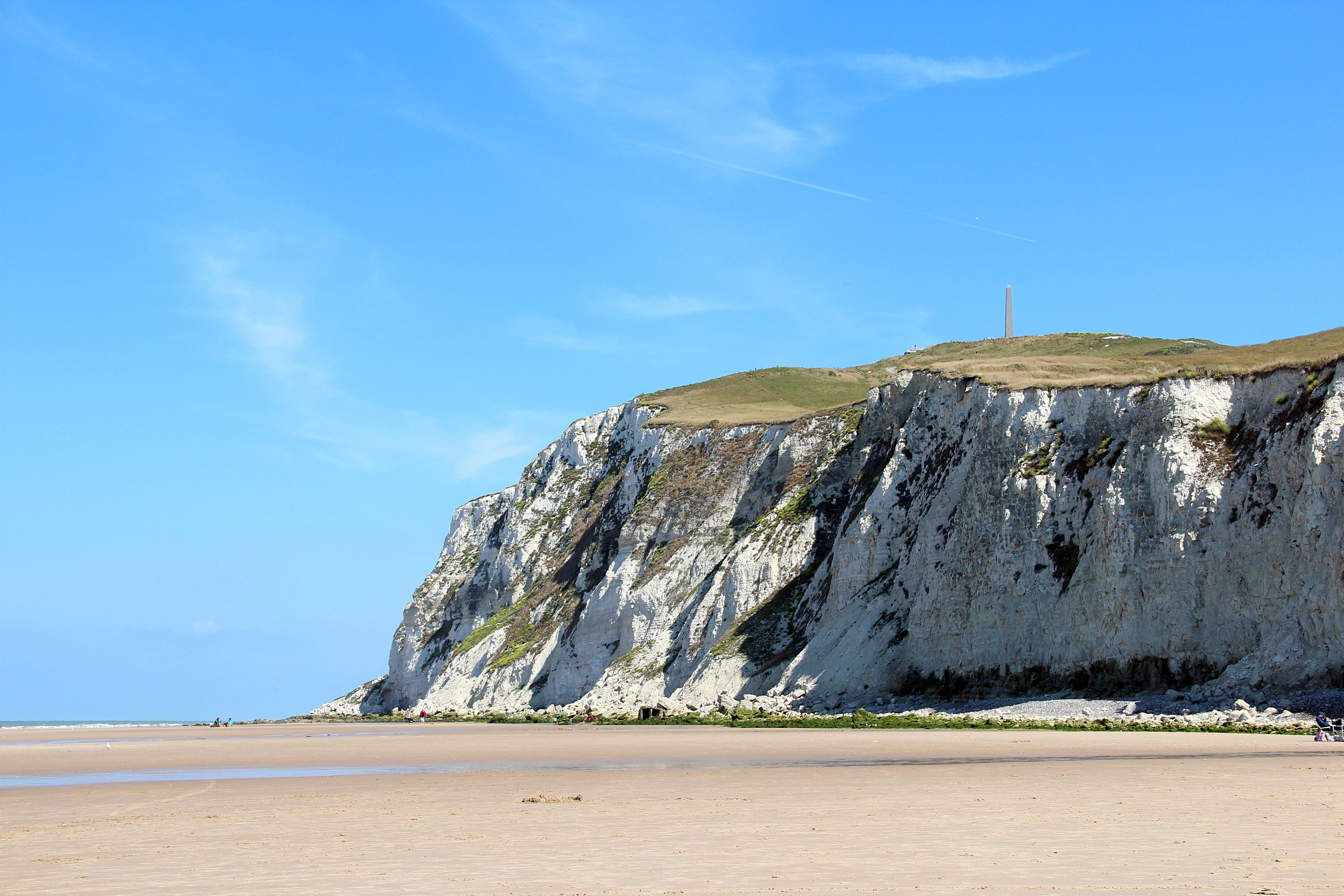
… und das Kap Blanc-Nez.
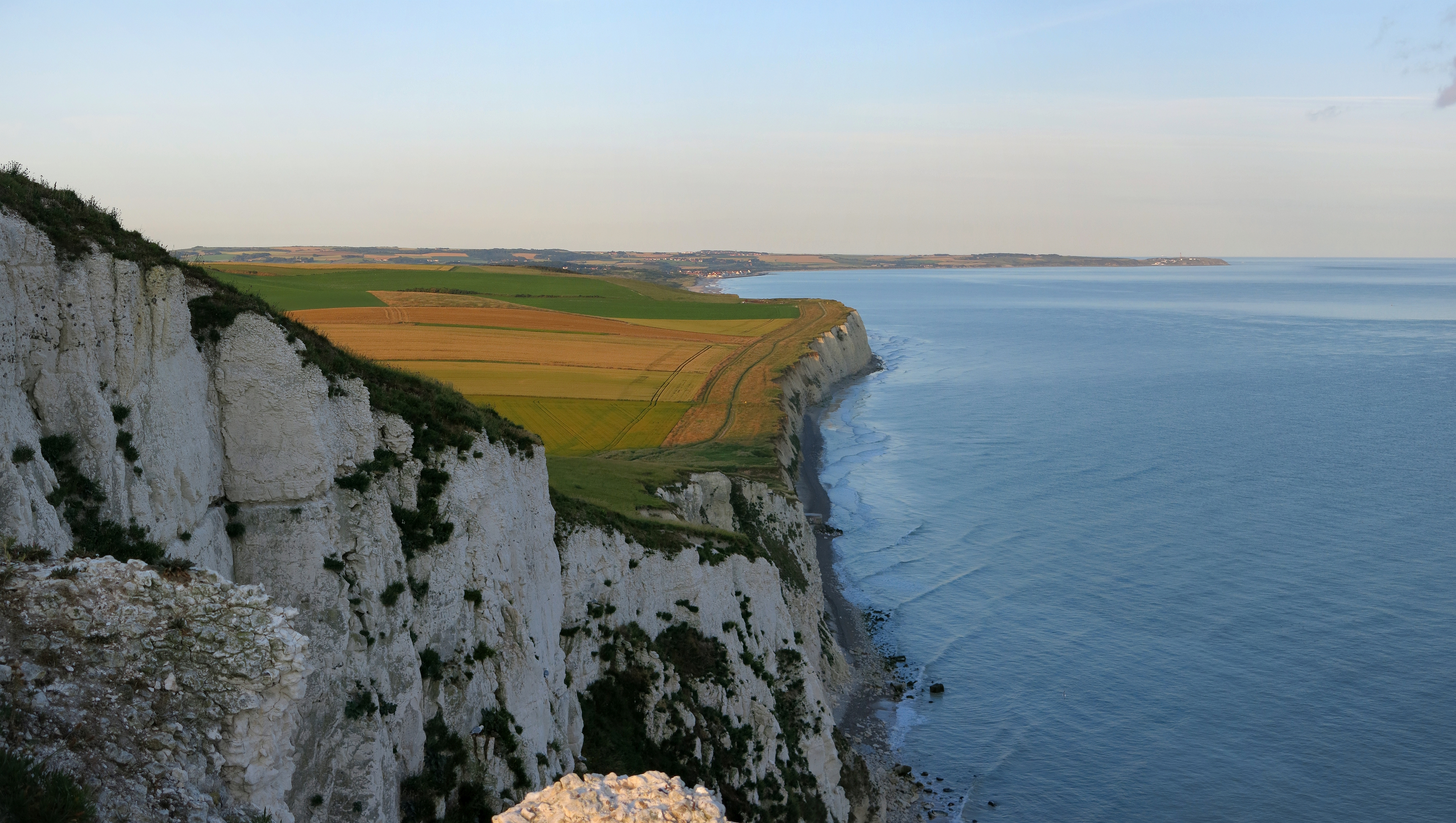
Blick vom Cap Blanc-Nez über die Bucht von Wissant zum Cap Gris-Nez